# Scytodes cotopitoka
Scytodes cotopitoka là một loài nhện trong họ Scytodidae.
Loài này thuộc chi Scytodes. Scytodes cotopitoka được miêu tả năm 2005 bởi Rheims et al..